# Engden
Engden (alt: Engne) ist eine Gemeinde innerhalb der Samtgemeinde Schüttorf in Niedersachsen. Gemessen an der Einwohnerzahl, ist Engden die kleinste Gemeinde im Landkreis Grafschaft Bentheim. Der Ort wurde bereits 1267 erwähnt, als Friedrich v. Egne als Bentheimer Edler genannt wird.

## Geografie

### Lage
Engden liegt zwischen Nordhorn und Schüttorf. Die Gemeinde gehört der Samtgemeinde Schüttorf an, die ihren Verwaltungssitz in der Stadt Schüttorf hat.

### Gewässer
Der Vechte-Nebenfluss Lee entsteht in der Engdener Wüste als Zusammenfluss mehrerer Entwässerungsgräben.

### Nachbargemeinden
An die Gemeinde Engden grenzen die Stadt Nordhorn (im Westen und Norden), die Gemeinde Wietmarschen (im äußersten Nordosten), die Gemeinde Emsbüren (im Osten), die Stadt Schüttorf (im äußersten Südosten), die Gemeinde Quendorf (im Süden) und die Gemeinde Isterberg (im Südwesten).

### Gemeindegliederung
Die Gemeinde gliedert sich in die Ortschaften Engden und Drievorden.

## Eingemeindung
Anlässlich der kommunalen Neugliederung wurden am 1. März 1974 die Gemeinden Engden und Drievorden zur neuen Gemeinde Engden zusammengeschlossen, die der 1970 gebildeten Samtgemeinde Schüttorf angehört. Flächenmäßig ist Engden mit mehr als 4.000 Hektar die größte Gemeinde innerhalb der Samtgemeinde. Zugleich ist Engden mit seinen 428 Einwohnern die kleinste Gemeinde im Landkreis Grafschaft Bentheim.

## Religion
Im Gegensatz zum überwiegenden Teil des Landkreises Grafschaft Bentheim ist die Gemeinde Engden katholisch geprägt, da sie während der Reformation einerseits zwar in der Grafschaft Bentheim lag, andererseits aber zum im Hochstift Münster gelegenen Kirchspiel Emsbüren gehörte.
Die Pfarrei Abt St. Antonius gehört zum Kirchspiel Emsbüren, ist kirchenrechtlich jedoch eine eigenständige Pfarrei und derzeit die kleinste Kirchengemeinde auf dem Festland des Bistums Osnabrück.

## Politik

### Gemeinderat
Der Rat der Gemeinde Engden setzt sich aus sieben Mitgliedern zusammen. Die Ratsmitglieder werden durch eine Kommunalwahl für jeweils fünf Jahre gewählt. Die aktuelle Amtszeit begann am 1. November 2021 und endet am 31. Oktober 2026.
Seit der Wahl 2016 gibt es mit der neu gegründeten Bürgerinitiative Engden (BIE) erstmals eine zweite Fraktion im Gemeinderat der Gemeinde Engden. Die CDU blieb gleichwohl die stärkste Kraft der Gemeinde.  
- BIE: 1
- CDU: 6

| Parteien und Wählergemeinschaften | Parteien und Wählergemeinschaften           | 2021  | 2021  | 2016  | 2016  |
| Parteien und Wählergemeinschaften | Parteien und Wählergemeinschaften           | %     | Sitze | %     | Sitze |
| --------------------------------- | ------------------------------------------- | ----- | ----- | ----- | ----- |
| CDU                               | Christlich Demokratische Union Deutschlands | 87,4  | 6     | 72,9  | 5     |
| BIE                               | Bürgerinitiative Engden                     | 12,6  | 1     | 27,1  | 2     |
| Gesamt                            | Gesamt                                      | 100   | 7     | 100   | 7     |
| Wahlbeteiligung in Prozent        | Wahlbeteiligung in Prozent                  | 73,07 | 73,07 | 86,15 | 86,15 |

### Bürgermeister
Der ehrenamtliche Bürgermeister ist seit 2023 Philipp Jäckering-Heeke (CDU) 

## Bauwerke

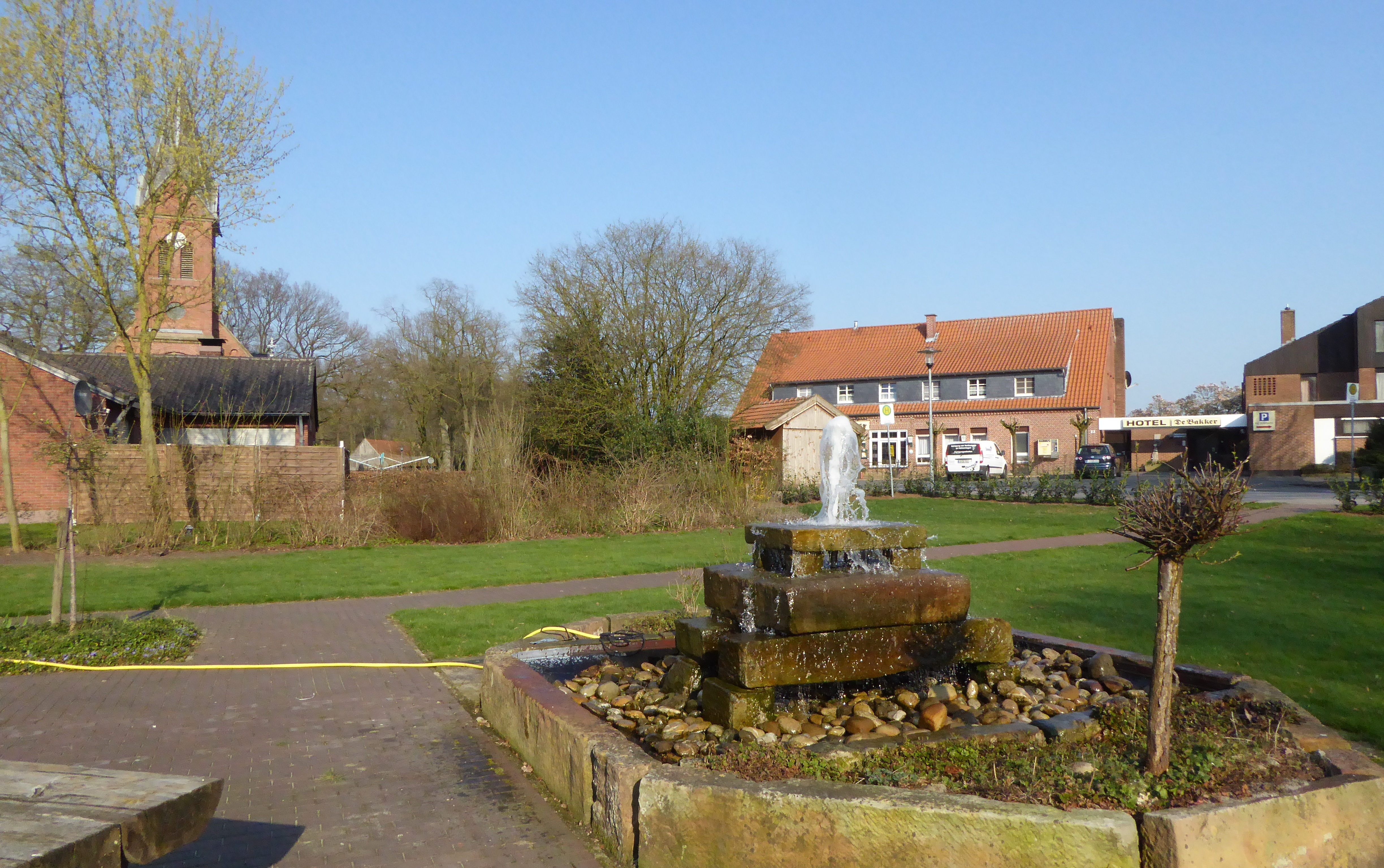
Im Ortskern 2017

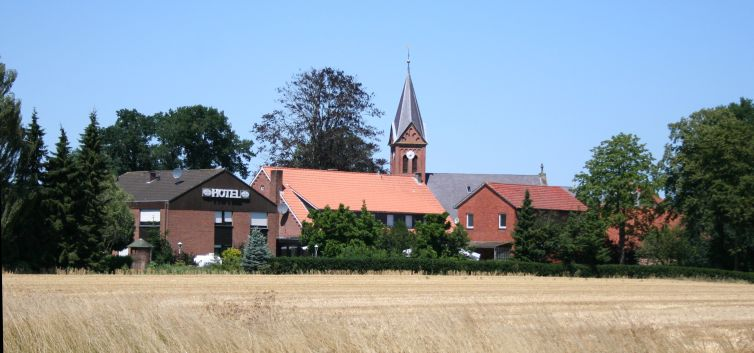
Ortskern von Engden mit der Kirche Abt St. Antonius

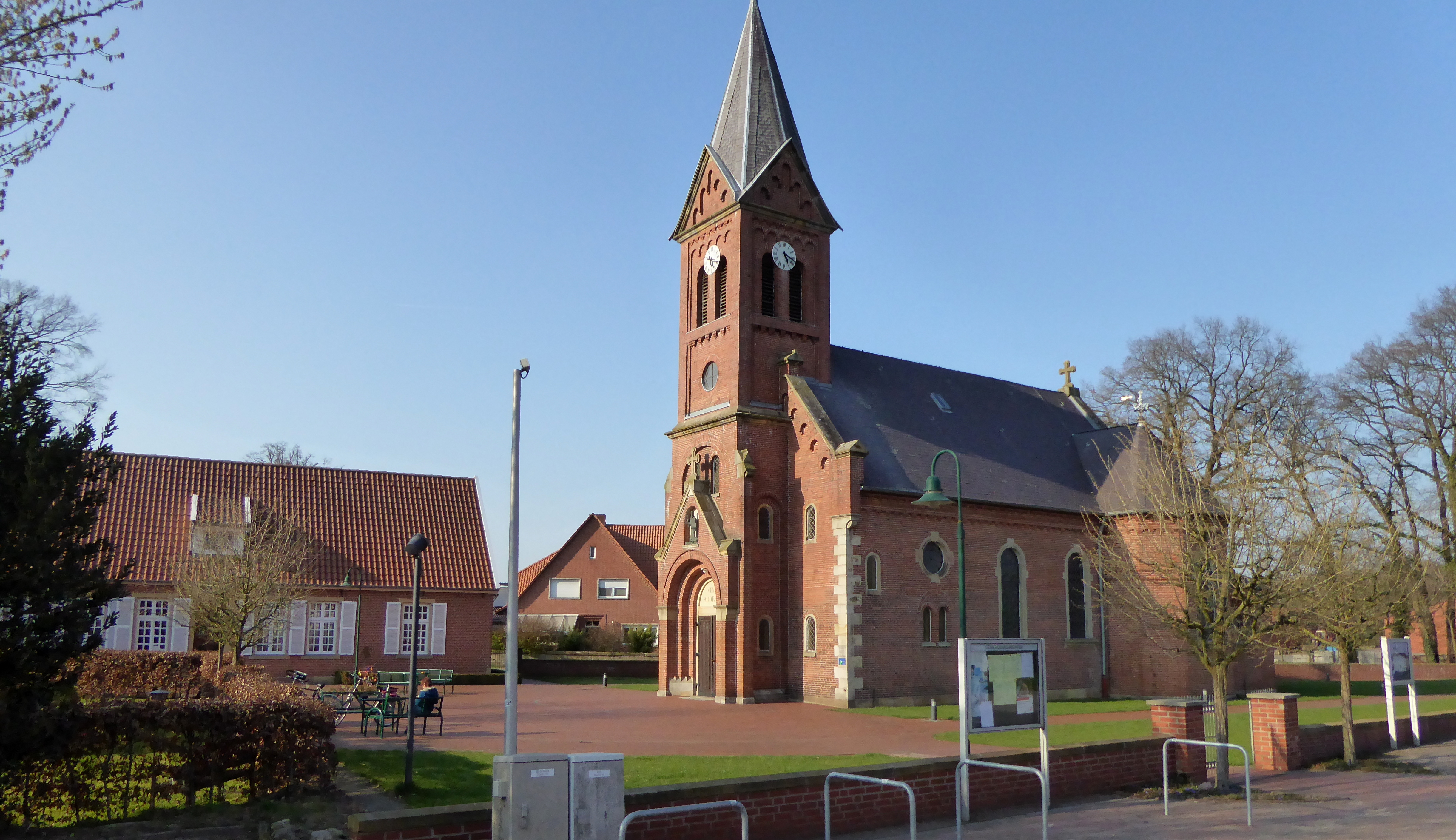
Abt-St.-Antonius-Kirche 2017

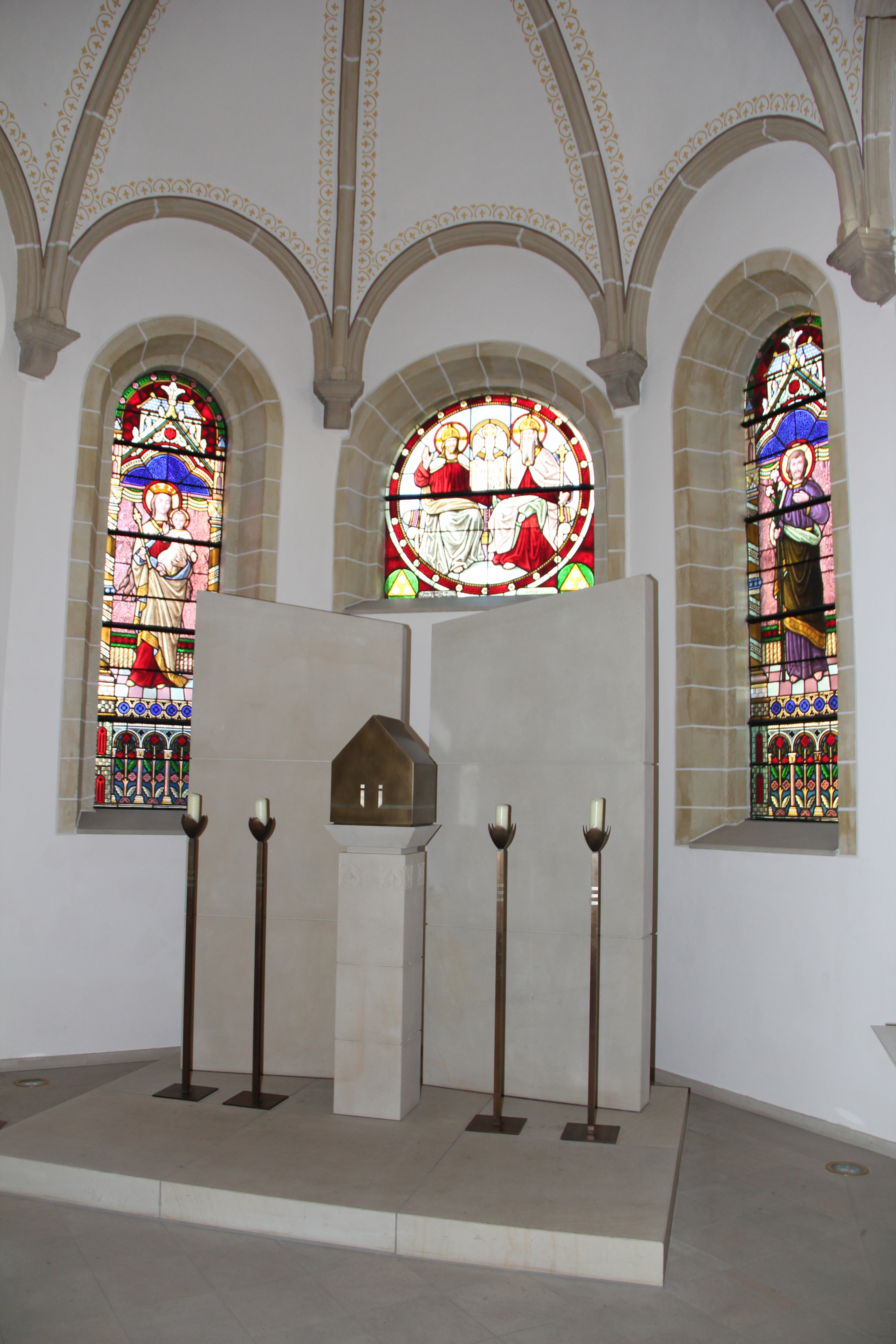
Chorraum der St.-Antonius-Kirche in Engden

Die katholische Kirche Abt St. Antonius wurde 1899 als neuromanischer Ziegelbau errichtet. Der ägyptische Mönchsvater Antonius ist der Schutzpatron der Bauern, sodass mit ihm ein passendes Patrozinium für die Kirche gewählt wurde. Nach einer umfassenden Renovierung wurde die Kirche 2010 vom Osnabrücker Weihbischof Theodor Kettmann wiedereröffnet und ein neuer Altar wurde von ihm konsekriert. 
Der Speicher Dobbe dürfte um 1800 entstanden sein und gilt als das älteste erhaltene Gebäude einer bäuerlichen Kornbrennerei in Nordwestdeutschland und ist damit ein bedeutendes Industriedenkmal.
Das „Bügeleisen-Haus“ entstand, weil die Bauern dem Bauherrn nur die kleine Fläche zwischen zwei Wegen abtreten wollten. Durch den ungewöhnlichen Zuschnitt gibt es im Haus keinen rechten Winkel. Mit dem Hausbau wurde um 1900 begonnen, fertiggestellt wurde es aber erst nach dem Ersten Weltkrieg.

## Verkehr
Die Anschlussstellen zu den Autobahnen A 31 (Emden–Bottrop) und A 30 (Bad Bentheim–Bad Oeynhausen) sind 15 bzw. acht Kilometer von der Gemeinde entfernt, die B 403 ist etwa vier Kilometer entfernt. Die nächsten Personenbahnhöfe befinden sich in Leschede/Gem. Emsbüren (Münster–Norddeich), in Bad Bentheim und Schüttorf (Amsterdam–Berlin) sowie in Quendorf (Neuenhaus–Bad Bentheim), jeweils in ca. neun bis zwölf Kilometer Entfernung.

## Besonderes
Die Kinder besuchen überwiegend die Kindergärten sowie für die Primarstufe die Schulen in Emsbüren im Landkreis Emsland. Für die weiterführende Schulausbildung werden in der Regel Schulen in Emsbüren, Nordhorn oder das Missionsgymnasium in Bardel besucht.
Der nördliche Teil der Gemeinde Engden gehört zum Luft-/Bodenschießplatz Nordhorn. Es handelt sich dabei um das größte von der Luftwaffe genutzte Übungsgelände in Deutschland. Nach dem Zweiten Weltkrieg nutzte die britische Royal Air Force den Platz als Luft-/Bodenschießplatz, 2001 wurde er an die Bundeswehr übergeben.  
Seit einigen Jahren gibt es auf dem Gebiet des Luft-/Bodenschießplatzes wieder Wölfe.
Am 25. Februar 1977 stürzte ein Jagdbomber vom Typ SEPECAT Jaguar bei Engden ab.